# Tiaa
Tiaa (Tia`a, Tiya sau Tiy) a fost a treia soție a faraonului Seti al II-lea, după Takhat și Twosret. Unii specialiști cred că ar fi avut origine siriană (Hurru). S-a crezut mai demult că era mama lui Rameses-Siptah (Siptah Merenptah), următorul faraon din Egipt după moartea predecesorului său, Seti al II-lea. Cu toate acestea, mama lui Siptah este cunoscută acum ca fiind o femeie din Canaan numită Sutailja sau Shoteraja dintr-un basorelief descoperit recent și aflat în Muzeul Luvru.